# سکه‌های چینی

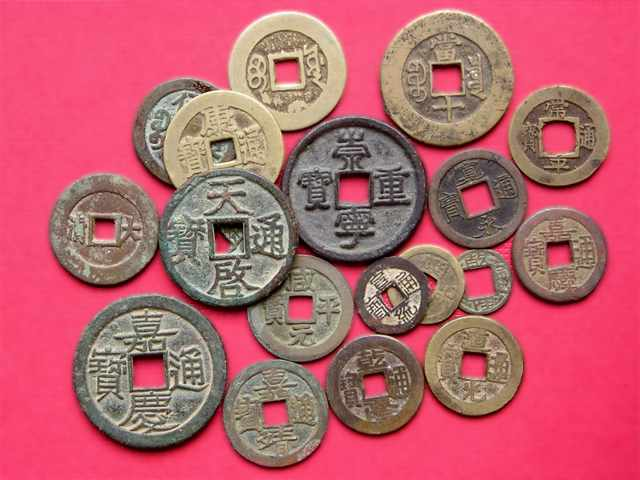
سکه‌های چینی

سکه‌های چینی (به چینی: 方孔钱) یا سکه‌های فنگ شویی (به انگلیسی: Feng Shui coins)، به نوعی سکه قدیمی گفته می‌شود که یک سوراخ مربعی در وسط آن وجود دارد. این سکه از قرن چهارم قبل از میلاد تا قرن بیستم پس از میلاد در چین و آسیای شرقی (مانند: کره و ژاپن) مورد استفاده قرار می‌گرفت. امروزه از این سکه‌ها با عنوان سکه‌های خوش شانسی چینی (Chinese fortune coins) یاد می‌شود.

## فلزات مورد استفاده
در طول تاریخ این سکه‌ها بیشتر از آلیاژهای مس یا برنز ساخته می‌شدند و گاهی از آهن، سرب و روی برای ساخت آن‌ها استفاده می‌شده است. همچنین سکه‌هایی از جنس نقره و طلا نیز تولید وجود داشته است.